# Христо Насков
Христо Насков (Нашков) (на гръцки: Χρήστος Νασκόπουλος, Христос Наскопулос) е български революционер, един от ръководителите на Македонобългарския комитет в Костурско.

## Биография
Христо Насков е роден в костурското село Езерец. Включва се активно в Македонобългарския комитет в Костурско. След основаването му на 5 март 1943 година става един от най-видните му дейци в южните части на Костурско. Наследява Лука Диманов като ръководител на комендантството на българската милиция в Хрупища. Изпълнява различни военни дейности на комитета през 1943 – 1944 година.
На 4 април 1943 година четите на Христо Насков и Паскал Калиманов успешно отбиват нападение на ЕЛАС над Кономлади.
През август 1944 година заедно с Никола Шестоваров е заловен от силите на ЕЛАС близо до село Бабчор. Заведени са в Хрупища, където  е убит и  тринадесетгодишния му син Фоти, докато е спал в леглото си. След това Христо Насков е принуден да носи венец от тръни и да обикаля маджирските села, като многократно е пребиван. След това е съден от военнополеви партизански съд и екзекутиран.
Езерчаните, участници в Охрана, са Паско Насков, Щерьо Дуката, Фоти Насков, Тодор Насков, Щерьо Насков, Коста Насков